# Footprints Live!
Footprints Live! je album v živo ameriškega jazzovskega saksofonista Waynea Shorterja, ki je izšel leta 2002 pri založbi Verve Records. To je Shorterjev prvi uradni album v živo in prvi album, pri katerem je sodeloval »Footprints Quartet«, ki so ga sestavljali Shorter, Danilo Perez, John Patitucci in Brian Blade.

## Sprejem
Robert L. Doerschuk je album ocenil s tremi zvezdicami in v recenziji za spletni portal AllMusic zapisal, da so zelo igrivi in poskušajo ujeti Shorterjev citat »Rock-A-Bye Baby« iz naslovne skladbe.

## Seznam skladb
Avtor vseh skladb je Wayne Shorter, razen kjer je posebej napisano.
| Št. | Naslov                                       | Dolžina |
| --- | -------------------------------------------- | ------- |
| 1.  | „Sanctuary‟                                  | 5:31    |
| 2.  | „Masquelero‟                                 | 8:28    |
| 3.  | „Valse Triste‟ (Jean Sibelius, arr. Shorter) | 7:59    |
| 4.  | „Go‟                                         | 5:01    |
| 5.  | „Aung San Suu Kyi‟                           | 9:28    |
| 6.  | „Footprints‟                                 | 7:55    |
| 7.  | „Atlantis‟                                   | 8:28    |
| 8.  | „JuJu‟                                       | 10:39   |

## Zasedba
- Wayne Shorter – saksofoni
- Danilo Perez – klavir
- John Patitucci – bas
- Brian Blade – bobni